# Edificio San Agustín
El edificio San Agustín representa la nueva sede de la casa consistorial de Bilbao.

## Características
Construido entre los años 2008 y 2011, se ubica frente a la fachada posterior del ayuntamiento de Bilbao. Con casi 13.000 metros cuadrados alberga las áreas de Economía y Hacienda, Urbanismo, Vivienda, Medio Ambiente, Circulación y Transportes, la dirección de Aparcamientos, Obras y Servicios, la oficina de Espacio Público y el padrón municipal. La construcción del nuevo inmueble, una sede con forma de 'U' asimétrica compuesta por tres volúmenes, fue proyectada por el estudio de arquitectura IMB.

## Galería de imágenes

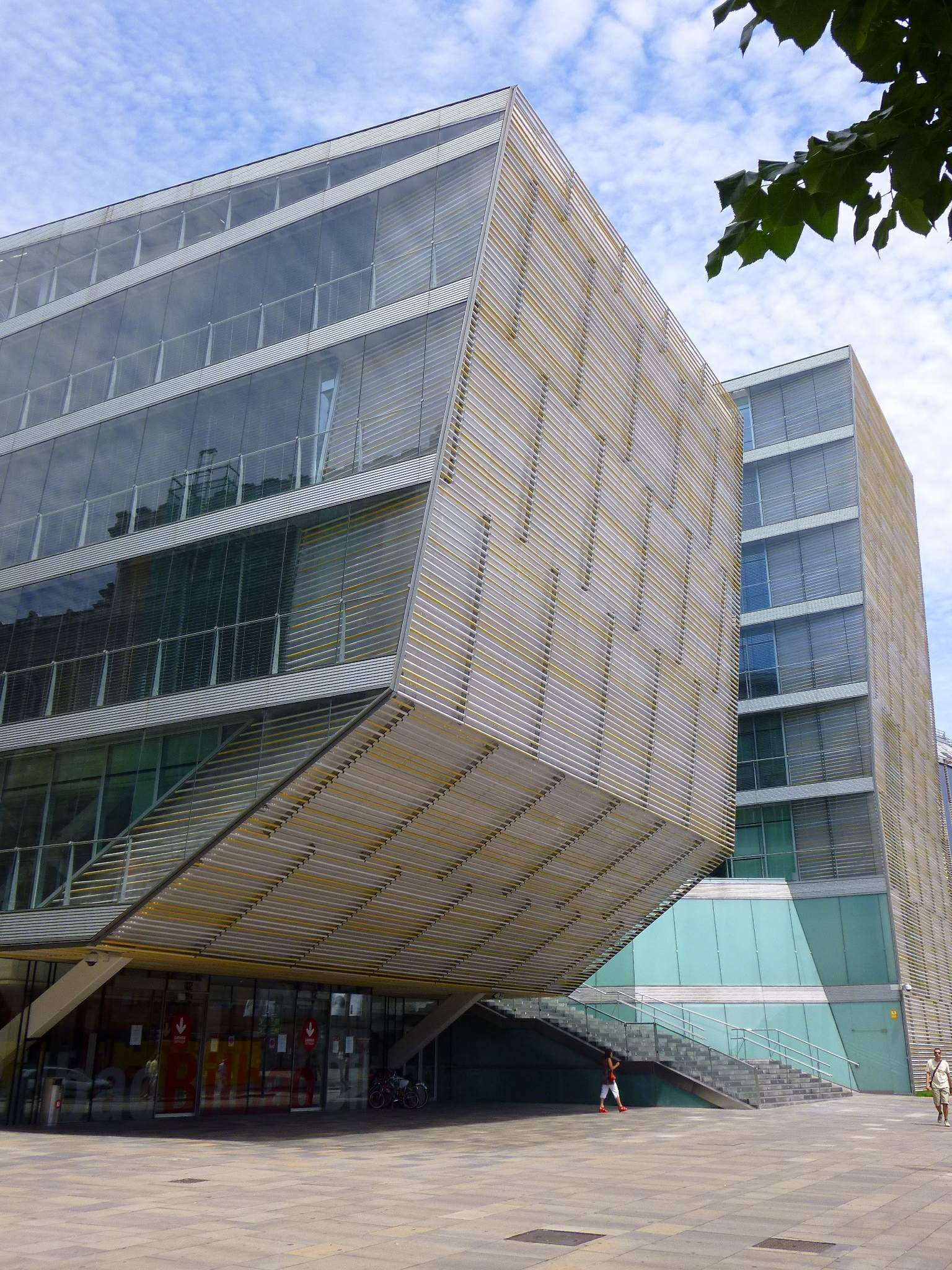
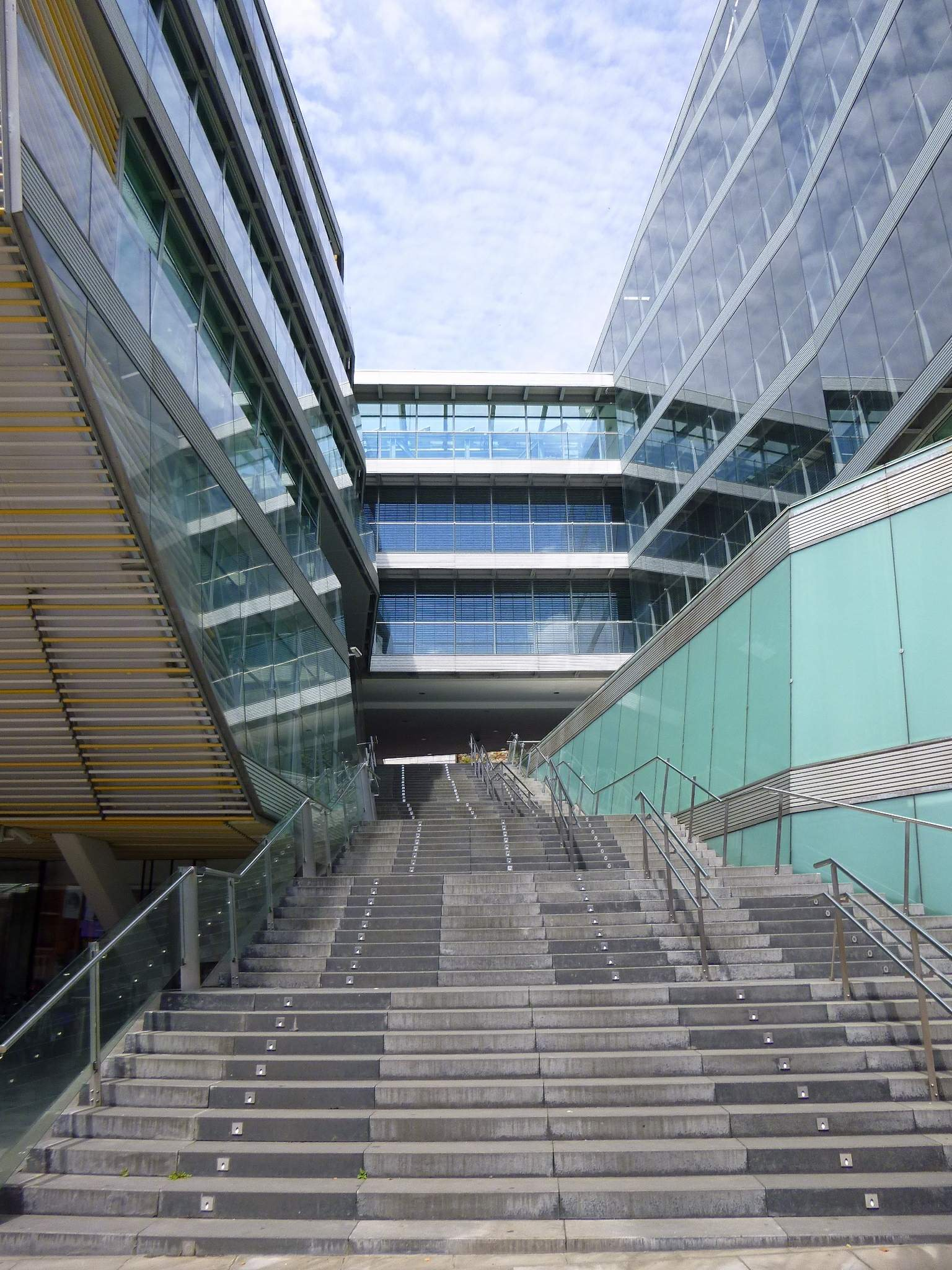
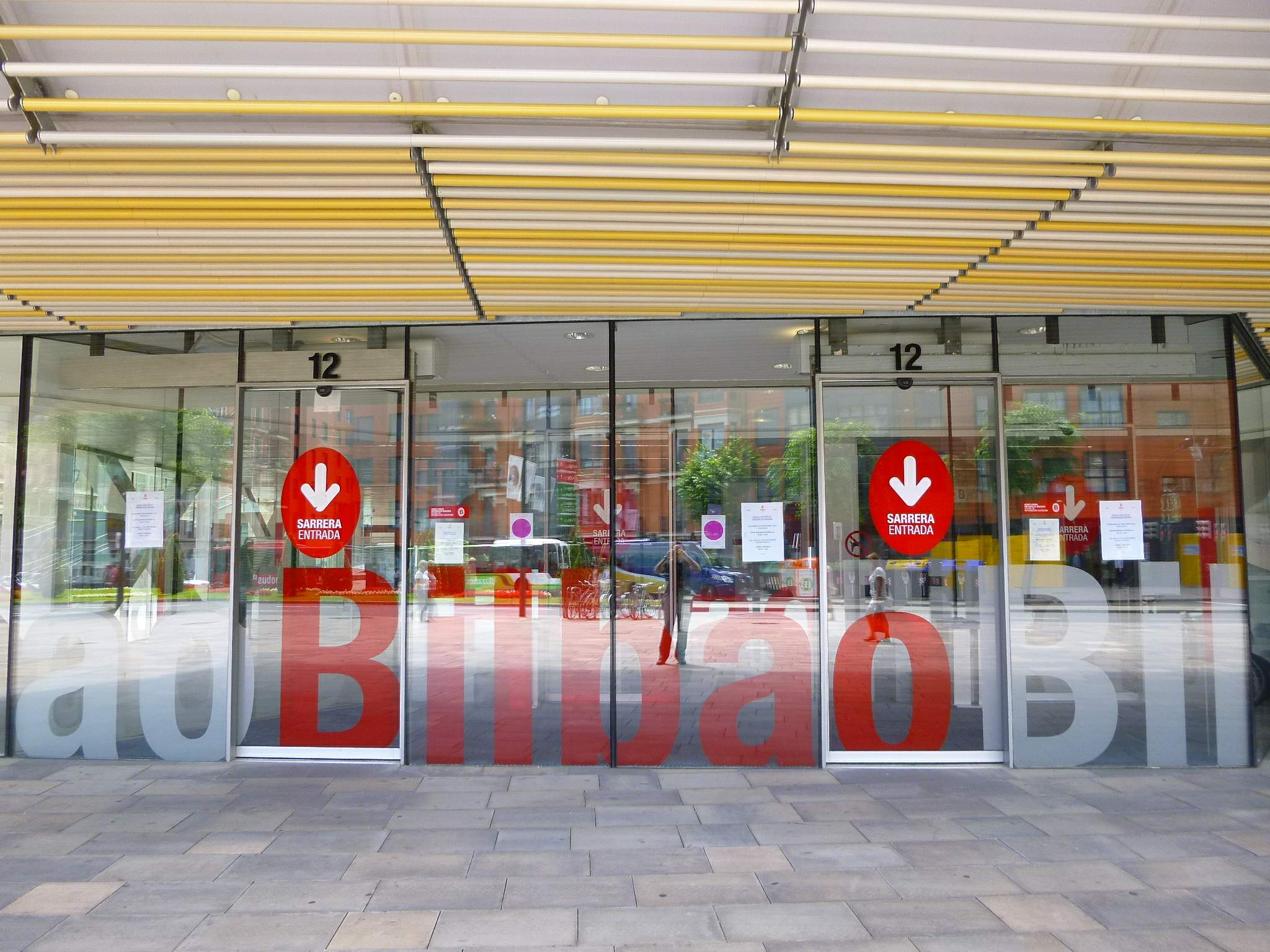